# Lankesee
Der Lankesee oder auch Lanke ist ein See bei Penkun im Landkreis Vorpommern-Greifswald in Mecklenburg-Vorpommern.
Das etwa 2,9 Hektar große Gewässer befindet sich im Gemeindegebiet von Penkun, wobei sich die Stadt Penkun und das Schloss Penkun am südlichen Ufer befinden. Der See hat keine natürlichen Ab- oder Zuflüsse. Die maximale Ausdehnung des Lankesees beträgt etwa 390 mal 100 Meter.
Der Gewässername Lanke ist polabischer Herkunft.